# Chilicola yanezae
Chilicola yanezae är en biart som beskrevs av Hinojosa-díaz och Michener 2005. Chilicola yanezae ingår i släktet Chilicola och familjen korttungebin. Inga underarter finns listade i Catalogue of Life.